# Martina Hingis

Anna Kúrnikova (esquerra) amb Martina Hingis a la dreta de la imatge, formant parella de dobles al torneig de la WTA a Sydney el 2002.

Martina Hingis (Kosice, 30 de setembre de 1980) és una jugadora professional de tennis de nacionalitat suïssa. Li van posar aquest nom per la gran esportista Martina Navrátilová, històrica tennista professional.
Ha estat en diverses ocasions núm. 1 del món al rànquing (la WTA) de la classificació mundial femenina de tennistes professionals. Va ser la guanyadora més jove de la història del prestigiós Campionat de Wimbledon (Wimbledon Championships) el 1996, a l'edat de 15 anys, com a parella d'Helena Suková a la competició de dobles femenins.
El 26 d'octubre de 2017 va anunciar la seva retirada definitiva del tennis professional, després de més de 20 anys dins del circuit WTA.

## Jocs Olímpics

### Dobles
| Any  | Campionat                             | Parella          | Oponents                           | Resultat |
| ---- | ------------------------------------- | ---------------- | ---------------------------------- | -------- |
| 2016 | Jocs Olímpics, Rio de Janeiro, Brasil | Timea Bacsinszky | Iekaterina Makàrova Ielena Vesninà | 4−6, 4−6 |

## Palmarès (81; 43+38)

### Individuals (43)
| Llegenda              |
| Grand Slam (5)        |
| WTA Championships (2) |
| Tier I Event (17)     |
| WTA Tour (19)         |

### Classificació en torneigs del Grand Slam
| Torneig                | 2007 | 2006 | 2005 | 2004 | 2003 | 2002 | 2001 | 2000 | 1999 | 1998 | 1997 | 1996 | 1995 | Títols |
| ---------------------- | ---- | ---- | ---- | ---- | ---- | ---- | ---- | ---- | ---- | ---- | ---- | ---- | ---- | ------ |
| Obert d'Austràlia      | QF   | QF   | -    | -    | -    | F    | F    | F    | G    | G    | G    | QF   | 2r   | 3      |
| Roland Garros          | -    | QF   | -    | -    | -    | -    | SF   | SF   | F    | SF   | F    | 3r   | 3r   | 0      |
| Wimbledon              | 3r   | 3r   | -    | -    | -    | -    | 1r   | QF   | 1r   | SF   | G    | 4r   | 1r   | 1      |
| US Open                |      | 2r   | -    | -    | -    | 4r   | SF   | SF   | F    | F    | G    | SF   | 4r   | 1      |
| WTA Tour Championships |      | RR   | -    | -    | -    | -    | -    | G    | F    | G    | QF   | F    | -    | 2      |

### Dobles (38)
| Llegenda              |
| Grand Slam (9)        |
| WTA Championships (2) |
| Tier I Event (13)     |
| WTA Tour (14)         |